# 달라이 라마 법왕 일본 대표부 사무소

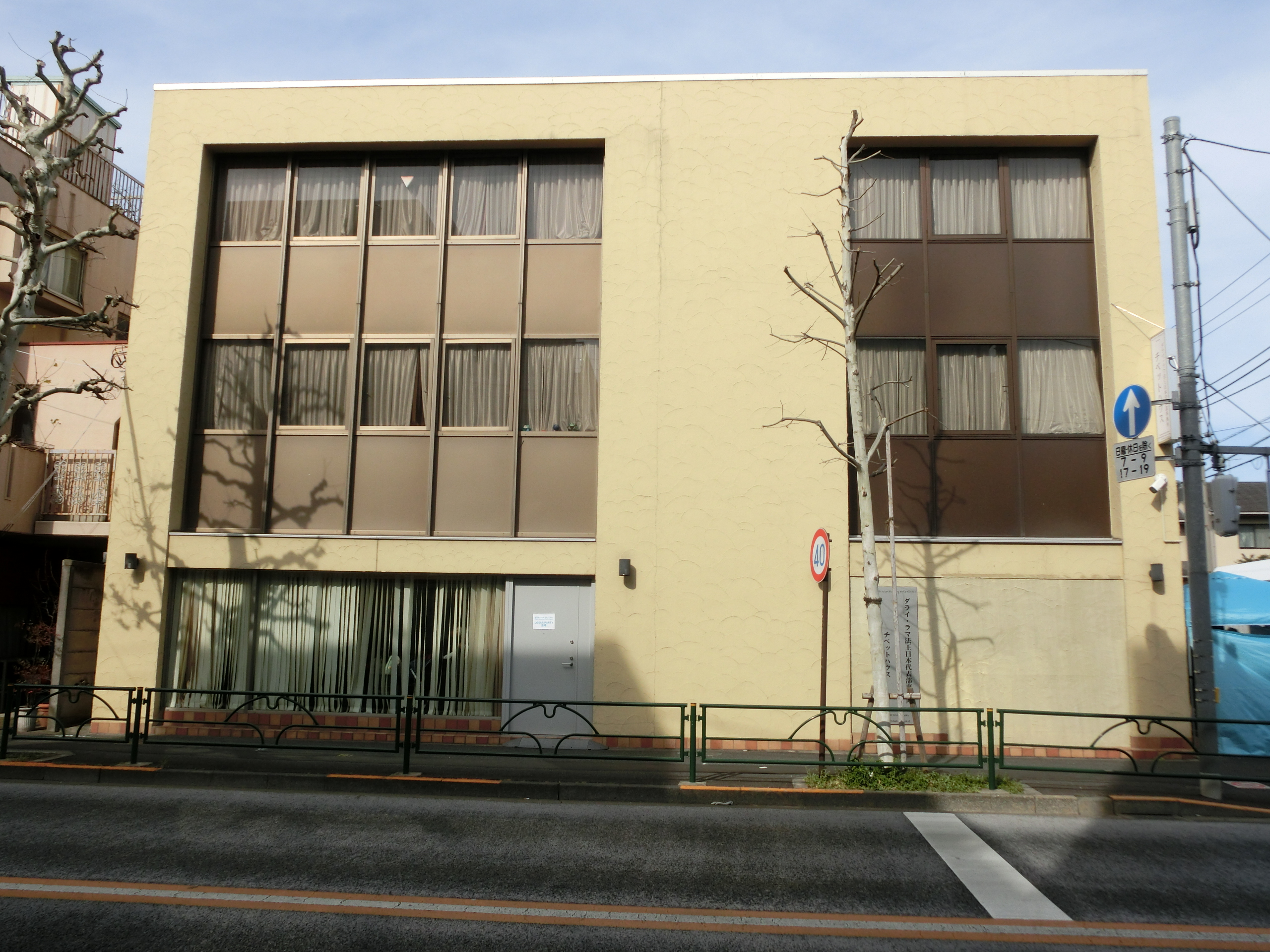
일본 도쿄에 위치한 달라이 라마 법왕 일본 대표부 사무소 청사

달라이 라마 법왕 일본 대표부 사무소(일본어: ダライ・ラマ法王日本代表部事務所)는 일본에 있는 중앙 티베트 행정부의 연락사무소이다. 소재지는 도쿄도 신주쿠구이다. 관할 구역은 일본, 대한민국, 조선민주주의인민공화국, 필리핀이고 1976년부터 업무를 진행하고 있다. 2001년 10월 2일에는 특정비영리활동법인 티베트 하우스 재팬이라는 명의로 도쿄도의 인가를 받았다.
일본 대표부 사무소의 책임자는 달라이 라마가 직접 임명한다. 주요 업무는 티베트 통신의 발행과 강연이고, 일반인에게 개방하는 도서실도 존재한다.

## 같이 보기
- 중앙 티베트 행정부
- 일본 주재 외국공관 목록